# Ruth (persoon)

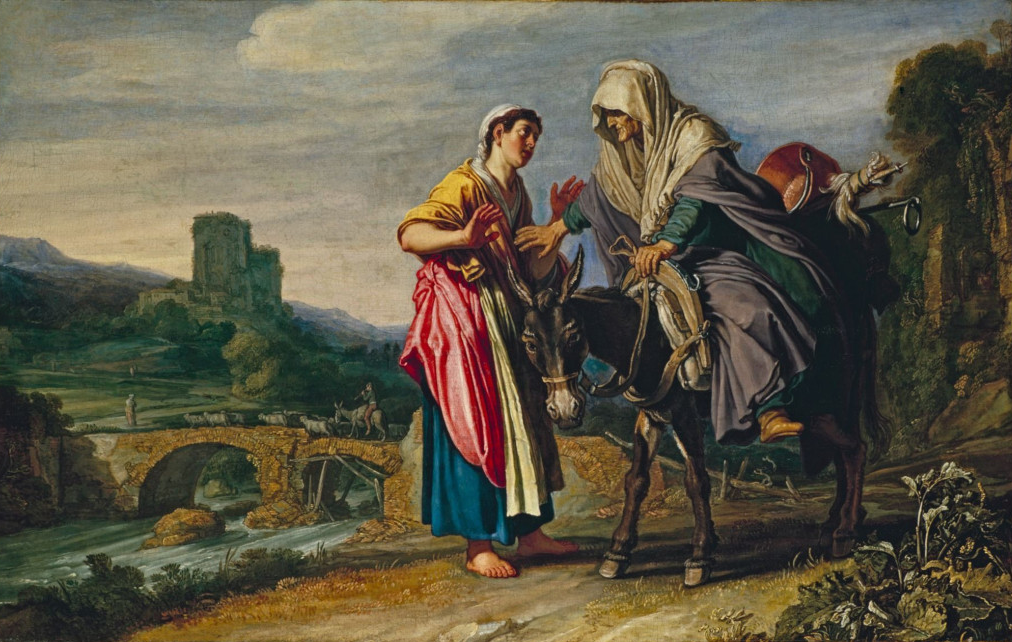
Ruth zweert trouw aan Naomi door Pieter Lastman, 1614

Ruth (רות in het Hebreeuws) is een persoon uit de Hebreeuwse Bijbel. Haar geschiedenis wordt beschreven in het gelijknamige Bijbelboek.
Als Moabitische huwde Ruth met Machlon, een van de zonen van Naomi. Na het overlijden van haar man vergezelde zij Naomi, die terugreisde naar haar geboorteplaats Bethlehem. Hier huwde zij met Boaz, een verre bloedverwant van Naomi en daardoor iemand die in aanmerking kwam om een leviraatshuwelijk te sluiten. Hun zoon Obed werd de vader van Isaï, waaruit David, de koning van Israël voortkwam.
Ruth wordt in het Nieuwe Testament door Matteüs genoemd in het voorgeslacht van Jezus Christus.

## Iconografie
In de iconografie wordt Ruth afgebeeld op een akker alwaar zij aren leest. Soms wordt ze aangesproken door Boaz.